# Bediello
Bediello es una localidad aragonesa (España) perteneciente al municipio de La Fueva, en la comarca del Sobrarbe, provincia de Huesca. Actualmente está despoblada.
Bediello se sitúa en el vallde del barranco de Clamosa, a 613 metros de altitud en las faldas de la sierra del Turón, en el extremo sur de la comarca del Sobrarbe por la margen oriental del río Cinca. No forma parte de la subcomarca natural de La Fueva, sino que se confronta con Abizanda y Escaniella en la margen izquierda del río, en pleno valle del Cinca. Según Manuel Benito Moliner, el nombre Bediello es posiblemente una forma alterada de la palabra vadiello, forma diminutiva de vado, aunque también cabe la posibilidad de que derive del latín pie, pedis (peu) a través de cierta forma arcaica del tipo de pediello.
Se compone de dos casas con sus bordas y pajares, deshabitadas desde que se abandonaron los pueblos más cercanos como Clamosa, Caneto y Lapenilla. La masía despoblada de La Selva, formada por una vivienda, se encuentra a unos cien metros de Bediello.
También hay una gran casa, perteneciendo con total seguridad a la casa más "pudiente" (en sentido monetario, con poder adquisitivo) del pueblo, de ésta solo quedan los cimientos, pues el tejado se ha venido abajo.